# La Grenouillère door Renoir en Monet
La Grenouillère en Bain à la Grenouillère zijn twee schilderijen die in 1869 nagenoeg gelijktijdig en op dezelfde locatie werden geschilderd door respectievelijk Pierre-Auguste Renoir en Claude Monet, twee Franse kunstschilders. Beide schilderijen worden gerekend tot de vroegste werken waarin de principes van het impressionisme ten volle werden toegepast. Het schilderij van Renoir is thans te zien in het Nationalmuseum te Stockholm, dat van Monet in het Museum of Modern Art te New York.

## Context
Rond 1870 begon het begrip vrijetijdsbesteding een nieuwe invulling te krijgen onder de Parijse burgerij, met name op zondagen. Velen trokken 'naar buiten' om er te wandelen langs de Seine, op zoek naar licht en frisse lucht. De aanleg van nieuwe spoorwegen en andere vormen van vervoer, maakte dit steeds beter mogelijk.
Een van de populairste bestemmingen van de Parijzenaars was de uitspanning 'La Grenouillère' (letterlijk: de kikkerpoel), een zwemgelegenheid bij Bougival. Het was gelegen aan de Seine, net even stroomopwaarts van Le Port-Marly, vlak bij Louveciennes, waar Renoir toen bij zijn ouders verbleef, en het gehucht Saint-Michel, waar Monet eind 1868 was komen wonen. La Grenouillère was zo in trek dat zelfs Napoleon III en keizerin Eugenie er af en toe kwamen. Doorgaans bestond het publiek echter uit jongere, meer ongebonden bezoekers vanuit de gegoede burgerij, die er weg van de beslommeringen van alledag hun vermaak zochten. La Grenouillère was regelmatig onderwerp van spotprenten in tijdschriften, waarbij het vaak werd afgebeeld als een plek waar het met de burgermoraal wat minder streng genomen werd en waar vooral veel werd 'geflirt'.
In de zomer en nazomer van 1869 stelden de vrienden Monet en Renoir regelmatig hun ezels op bij La Grenouillère om er te schilderen, aangetrokken door de ontspannen sfeer en het zonnige licht. Beide schilders maakten er meerdere schilderijen naar het thema, meestal gezeten net buiten het gewoel, soms iets wisselend van positie, zodat een aantal werken naast elkaar opgesteld bijna een soort van panorama vormden. De hier besproken schilderijen, met de centrale weergave van de ponton, rechts het over de rivier uitgebouwde restaurant en op de voorgrond de botenverhuur (de badhokjes links vallen buiten het blikveld), zijn het bekendst en gelden artistiek gezien het meest geslaagd.

## Afbeelding
De beide hier besproken schilderijen dateren uit een periode dat het impressionisme, waarvan Renoir en Monet belangrijke exponenten waren, net zijn definitieve stijl begon aan te meten. De typerende kenmerken waren in deze werken al vrijwel allemaal aanwezig: een gerichtheid op sfeer en de voorbijgaande impressie, de spontane en losse penseelvoering, de dikke verflagen, het schilderen en plein air en bovenal: een bijzondere aandacht voor de effecten van het zonlicht. Opvallend is ook de techniek van 'afsnijding' aan de zijkanten en bij de boten vooraan, onder invloed van de fotografie en de Japanse prentkunst, waarmee de werken een zweem van moderniteit meekregen.
De twee schilderijen lijken onmiskenbaar op elkaar, niet alleen vanwege het onderwerp, geschilderd vanuit nagenoeg identieke gezichtspunten, maar ook qua stijlopvatting. Niettemin tekenden zich toen al duidelijke verschillen af die exemplarisch zouden blijken voor het uiteindelijke stijlverschil tussen Renoir en Monet.
Zo lijkt Monet compositorisch duidelijk meer aandacht te hebben voor wat er om de ponton heen is te zien, meer in het bijzonder het atmosferische spel tussen licht en schaduwen. Zijn figuren lijken accenten in het omgevende landschap, contrasterend met de subtiel gedempte mengingen van zijn palet. Zijn nonchalante, schetsmatige stijl verstrekt daarbij het idee van beweging en het gevoel van nabijheid. Met zijn bredere penseelstreek weet hij de rimpelende weerspiegelingen van het zonlicht in het water weer beter weer te geven dan zijn vriend Renoir. Soms lijken deze abstraherende vegen bijna los op het water liggen, waarmee ook een idee van ruimtelijkheid wordt gecreëerd.
Renoir heeft duidelijk meer aandacht voor het sociale gebeuren en de interactie tussen de personen, als een aspect van het moderne leven. Hij tekent zijn figuren ook preciezer en meer delicaat uit, waarmee hij treffend de geanimeerde sfeer van het gezelschap weet te raken. Ook is hij sterker in de compositie van de kleuren, een aspect dat later zijn handelsmerk zou worden.
De verschillen tussen beide werken worden echter overschaduwd door de overeenkomsten. De wijze waarop Monet en Renoir hun Grenouillère-werken schilderden, met krachtige kleurvlekken, paste naadloos bij de luidruchtige turbulentie van een luidruchtige massa en het spel van gekleurde lichtreflexen op het onrustige wateroppervlak. Het begrip 'impression' vond hier zijn beslissende equivalent. 'In de schilderijen van La Grenouillère', schrijft kunsthistoricus Peter Feist, 'werd datgene geboren wat vijf jaar later zijn naam kreeg: het impressionisme'.

## Andere werken van La Grenouillère, 1869
|                                                                                          |  |  |
| La Grenouillère: badhuisjes, bootverhuur en ponton, links door Monet, rechts door Renoir |  |  |